# Бродский, Борис Александрович
Борис Александрович Бродский (1 августа 1910, Одесса, Одесская губерния, Российская империя — 3 мая 1956) — советский сценарист игровых художественных и мультипликационных фильмов.
В 1939 году окончил сценарный факультет ВГИКа.

## Фильмография
1. 1942 — «Тоня» в боевом киносборнике «Наши девушки» (фильм на экраны не вышел) (совместно с Андреем Ольшанским)
2. 1946 — Остров Безымянный
3. 1950 — Желтый аист[1] (мультфильм, совместно с М. Г. Папавой)
4. 1952 — Каштанка (мультфильм, совместно с М. Г. Папавой)
5. 1953 — Крашеный лис (мультфильм)
6. 1956 — Долгий путь (совместно с Михаилом Роммом)
7. 1956 — Сказка о попе и о работнике его Балде (мультфильм)

Автор сценариев «Крестоносцы» (1941), «Прогулка по вселенной» (1946), «Радио-матч» (1946), «Мы встретимся завтра» (1948), «Волшебный куст» (1951), «Руслан и Людмила» (1952), «Дружок» («Удивительное путешествие», 1953), «Настоящий мужчина» (1956) и др.